# Badarzewska (cràter)
Badarzewska és un cràter d'impacte en el planeta Venus de 29,6 km de diàmetre. Porta el nom de Tekla Bądarzewska-Baranowska (1834-1861), compositora polonesa, i el seu nom va ser aprovat per la Unió Astronòmica Internacional el 1991.